# 龍祥寺 (三重県大紀町)
龍祥寺（りゅうしょうじ）は三重県度会郡大紀町にある曹洞宗の寺院。山号は不盡山（ふじんさん）、本尊は瑠璃光薬師如来坐像。

## 由緒
明治時代初頭に廃仏毀釈によって廃寺となった寛文元年（1661年)創建の諏訪山龍祥寺と寛延元年（1748年)創建の不盡山宝泉寺を再興、1894年（明治27年）に宝泉寺を龍祥寺に合併し、1897年（明治30年）に双方の山号・寺号を取って不盡山龍祥寺としたことから、この年を創建年としている。1910年（明治43年）に旧宝泉寺の境内地に移った。
境内には寺の再興に尽力した龍祥寺12世・法参玄契が植えたと伝わる不盡桜（ふじざくら）がある。樹齢約140年、樹高約20メートルのエドヒガンの巨木で「みえの樹木百選」にも選ばれており、毎年3月下旬から4月上旬に花を咲かせることから、寺は桜の名所としても知られている。